# Leucobryum seemannii
Leucobryum seemannii là một loài Rêu trong họ Dicranaceae. Loài này được Mitt. mô tả khoa học đầu tiên năm 1873.